# Consonanza e dissonanza
Nel linguaggio ordinario con il termine consonanza (dal latino consonare, "suonare insieme") si indica in genere un insieme di suoni eseguiti simultaneamente e tali che l'effetto complessivo risulti all'ascoltatore morbido e gradevole, mentre con il termine dissonanza, all'opposto, si indica un insieme di suoni tali che l'effetto complessivo risulti all'ascoltatore aspro e stridente.
Nella teoria musicale, si definisce più precisamente un insieme di suoni consonante quando è caratterizzato da "stasi armonica" (che dà senso di stabilità o di "appagamento") e dissonante quando dà l'impressione di essere un "movimento armonico" che debba essere seguito da ("debba  risolvere su") un ulteriore insieme di suoni consonante per arrivare ad una sensazione di stabilità o di "appagamento".
Nel linguaggio tecnico della teoria musicale, e in particolare dell'armonia, le due parole hanno significati ben precisi, e anzi si può dire che la contrapposizione tra consonanza e dissonanza, insieme al principio della tonalità, rappresenta la base della teoria armonica occidentale.

## Basi acustiche e fisiologiche
Prima di esporre i principi dell'armonia tonale su consonanze e dissonanze consideriamo i principali risultati conseguiti nel tentativo di interpretare i fenomeni attraverso l'acustica e la fisiologia.
Galileo, nei Discorsi e dimostrazioni matematiche intorno a due nuove scienze, propone una spiegazione molto semplice dei fenomeni di consonanza e dissonanza. Se consideriamo il segnale costituito dalla sovrapposizione dei due suoni del bicordo, in prima approssimazione la lunghezza del suo periodo sarà tanto minore quanto più il rapporto tra le frequenze fondamentali che costituiscono i due suoni sarà semplice, ossia espresso da una frazione intera con numeratore e denominatore non troppo grandi. Ebbene, l'idea di Galileo è che il grado di consonanza risulti inversamente proporzionale alla lunghezza del periodo del suono complessivo, e analogamente il grado di dissonanza risulti proporzionale a questo periodo. L'orecchio, secondo Galileo, apprezza finemente la maggiore o minore regolarità del suono risultante.
Un'obiezione all'idea di Galileo sorge qualora il rapporto tra le frequenze di due suoni sia irrazionale, ma vicinissimo a una frazione molto semplice. Il suono risultante sarà ovviamente non periodico, il che rappresenterebbe il massimo grado di dissonanza nell'ottica galileiana, ma sarà anche assai prossimo, anzi volendo anche del tutto indistinguibile dall'orecchio, a un suono consonante. Questa obiezione è importante, ma non sarebbe difficile complicare leggermente l'idea galileiana, conservandone il nocciolo, al fine di superarla. Vedremo inoltre che l'idea di Galileo contiene, nella sua semplicità, anche aspetti profondi.
Una trattazione sperimentale sistematica dei fenomeni che stiamo considerando è dovuta a von Helmholtz.
Egli cominciò a considerare l'effetto di due suoni puri, cioè di frequenze ben precise che non danno origine a ipertoni. L'esperimento base di Helmholtz consisteva nell'emettere due suoni puri simultaneamente, di altezza inizialmente uguale, e poi, tenendo fissa la frequenza di uno di essi, far variare l'altra all'interno di un piccolo intervallo simmetrico su scala logaritmica rispetto alla frequenza di partenza. Si poteva così notare che i due suoni, per differenze di frequenza molto piccole, producono una consonanza, mentre man mano che la differenza cresce il suono risultante acquista un colore sempre più aspro fino a un certo limite, per poi tornare ad essere gradualmente sempre più consonante. L'ampiezza dell'intervallo tra la frequenza di partenza e la fine della zona dissonante era, nella zona di frequenze corrispondente alla parte centrale della tastiera di un pianoforte, leggermente più piccola di una terza minore temperata.
Helmholtz interpretò questi dati immaginando che responsabili della dissonanza fossero i battimenti. Poiché essi sono molto lenti quando le frequenze sono molto simili, inizialmente si ha una sensazione generale di consonanza. La massima dissonanza corrisponde alla zona in cui si producono circa 30 battimenti al secondo, mentre per differenze di frequenza ancora superiori i battimenti diventano così rapidi da non essere percettibili, e il loro contributo alla sensazione di dissonanza diminuisce.
Il seguente file sonoro illustra la diminuzione graduale dell'effetto di asprezza e della velocità dei battimenti al procedere dell'intervallo tra due suoni (relativamente puri) da una seconda maggiore all'unisono:
L'idea di Helmholtz, in questa forma base, spiega abbastanza bene la fenomenologia relativa ai suoni puri non troppo distanti in frequenza, ma, anche nell'ambito dell'ottava, rimangono dei problemi con i suoni reali dotati di ipertoni. Infatti questi suoni (come ad esempio quelli di un pianoforte) risultano dissonanti, in particolare, anche per il tritono, e anzi tanto più dissonanti quanto più il sistema di amplificazione dello strumento usato mette in risalto gli armonici (ad esempio più nel pianoforte che nei legni).
Se, come fece Helmholtz, applichiamo l'idea base sopra descritta, oltre che al suono fondamentale, anche ai suoi armonici più vicini (e quindi maggiormente percettibili), avremo una teoria che spiega abbastanza bene, in prima approssimazione, il fenomeno della dissonanza del tritono. Infatti il primo armonico della nota superiore del tritono e il secondo della fondamentale cadono proprio nella zona in cui i battimenti sono più frequenti. Allo stesso modo si spiega la dissonanza di intervalli come la settima maggiore e la nona minore.
Nel prossimo file i due suoni divergono dall'unisono all'ottava; come si noterà, intervalli prossimi all'ottava, vicini alla settima minore e maggiore, risultano assai poco dissonanti. Ciò è dovuto alla relativa purezza dei suoni (eventuali ipertoni possono essere generati dall'apparato di amplificazione usato):
L'applicazione dell'idea fondamentale ai suoni armonici è giustificata dal fatto che il meccanismo di percezione dei suoni, come ha dimostrato lo stesso Helmholtz, effettua un'analisi spettrale molto simile a quella di Fourier, che applicata alle onde sonore corrisponde proprio alla loro analisi armonica.
I suoni che hanno i primi armonici simili e che quindi, secondo la teoria di Helmholtz, sono consonanti poiché presentano in genere battimenti molto lenti (o molto deboli, perché provocati da armonici molto lontani dai suoni fondamentali), hanno rapporti di frequenze semplici, e quindi risultano anche consonanti secondo la teoria di Galileo, che viene così ad essere non contraddetta, ma inclusa in quella di Helmholtz. 
Per analisi più raffinate del concetto di consonanza, relative anche al caso di più di due suoni simultanei, si rimanda alla bibliografia.

## La teoria armonica tonale
In questa sezione verranno trattati gli aspetti più elementari della teoria armonica tradizionale che si occupano di consonanza e dissonanza. Per maggiore semplicità la trattazione è limitata all'armonia tonale che impiega il temperamento equabile, che è anche quella studiata di regola nei corsi dei conservatori, e quella cui è dedicata la maggior parte della trattatistica classica.
Nell'ambito della nona, intervallo in cui con buona approssimazione è contenuta la distanza tra voci adiacenti nella scrittura a parti late, gli intervalli consonanti sono l'unisono, l'ottava e la quinta giuste, la terza e la sesta maggiori e minori. Sono invece dissonanti la seconda, la settima e la nona maggiori e minori, (si noterà qui la coerenza con la teoria di Helmholtz) e tutti gli intervalli aumentati o diminuiti (che includono il tritono, che è una quarta aumentata o una quinta diminuita). Un accordo è dissonante se contiene un intervallo dissonante; altrimenti è consonante.
Osserviamo esplicitamente che alcuni intervalli, come ad esempio la sesta minore e la quinta aumentata, possono coincidere enarmonicamente, e tuttavia risultare l'uno consonante e l'altro dissonante. D'altra parte la funzione armonica di un suono della scala cromatica è il più delle volte deducibile dal contesto, e quindi di regola in un accordo che è parte di una sequenza armonica non ci dovrebbero essere dubbi sull'identità di un suono enarmonicamente ambiguo. Esistono naturalmente eccezioni a questa constatazione, la più notevole delle quali è l'accordo di settima diminuita, che proprio per questo è assai usato come mezzo modulante enarmonico. 
In generale le dissonanze devono essere preparate; questo vuol dire che uno dei due suoni che producono dissonanza (in generale quello superiore) deve venire sentito, con un valore ritmico almeno pari a quello della dissonanza stessa, nell'accordo che precede quello in cui la dissonanza si verifica, e deve in esso costituire consonanza. La dissonanza deve inoltre essere risolta; ciò significa che il suono dissonante che era stato preparato deve procedere per grado congiunto, generalmente discendente, verso una consonanza.

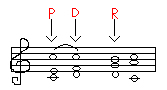
Preparazione, dissonanza e risoluzione in una Cadenza d'inganno. La dissonanza è la settima minore tra le voci esterne.

Questo principio base, che è seguito abbastanza fedelmente dalla musica corale tardo-medioevale, rinascimentale e del primo Seicento, serve a smorzare l'effetto di asprezza provocato dalla dissonanza, facendo in modo che essa sia circondata da un ambiente accordale consonante e non troppo dissimile. La principale eccezione a questo principio è costituita dalla settima minore, intervallo che, se sentito nell'ambito dell'accordo di settima di prima specie, non necessita di preparazione. Ciò è in buon accordo con la teoria di Helmholtz, in quanto la settima minore è, tra le dissonanze, l'intervallo in cui la nota superiore costituisce l'armonico più vicino di quella inferiore.
Ci si potrebbe chiedere perché questo bisogno di attenuare l'effetto della dissonanza non si sia storicamente risolto nella sua semplice esclusione dalla pratica musicale. La risposta a questa domanda non è semplice, e qui ci si limiterà a riportare una sintesi del pensiero di Schönberg sull'argomento. Si tenga presente, innanzitutto, che per lungo tempo la polifonia vocale medioevale aveva scelto proprio l'eliminazione totale della dissonanza, e anzi, più o meno fino all'avvento della Scuola di Notre Dame, aveva considerato consonanti solo unisoni, ottave, quarte e quinte. A un certo punto, però, l'esigenza di varietà implicita in ogni forma d'arte e l'assuefazione progressiva a suoni armonicamente più lontani costituirono una componente abbastanza rilevante da far muovere la composizione musicale verso la situazione di equilibrio illustrata dal principio base prima esposto. Tale assuefazione, secondo Schönberg, fu dovuta in gran parte all'utilizzo sempre più frequente di note di passaggio nelle voci superiori al cantus firmus, che rispetto all'armonia della nota fondamentale, per il fatto stesso di procedere in genere per grado congiunto, rappresentavano armonici abbastanza lontani. Nell'opera citata in bibliografia Schönberg definisce questa compresenza di esigenze melodiche e armoniche in contrasto tra di loro una fortunata combinazione.
Anche quando la pratica viva dell'arte musicale (soprattutto nella tradizione strumentale) ha pian piano superato la rigidità del principio base che è stato enunciato, esso ha continuato a costituire un importante punto di riferimento sia per l'analisi armonica, sia perché rappresenta (anche grazie all'illustre tradizione corale cui si accennava) la formula di base che spesso opera a livello profondo, quasi inconsapevole, nella mente del compositore.

## La dissonanza nella musica del XX secolo
Nel XX secolo il concetto di dissonanza si amplia e si trasforma. Essa non costituisce più un elemento di tensione, qualcosa che deve "risolversi" o "posarsi" su una consonanza, ma diventa una cellula sonora dotata di senso proprio, di un definito valore espressivo. La dissonanza tende programmaticamente a destrutturare le modalità classiche di maggiore e minore, indebolendo la funzione della tonica. Questa trasformazione implica lo spostamento dell'accento dall'armonia propriamente intesa a una nuova "armonia di timbri" (Schönberg), cioè a un rapporto tra le voci fondato non sulla loro altezza rispetto alla scala, ma sulla loro diversa qualità timbrica (sulle loro armoniche). La dissonanza acquista quindi una maggiore ricchezza polifonica, una più densa qualità timbrica, come si può percepire nel celebre accordo del Tristano, di R. Wagner. La stessa struttura metrica musicale subisce una radicale scompaginazione, in quanto scompare la tradizionale alternanza di tempi forti e deboli a favore di una vera e propria prosa musicale, un flusso sonoro in cui gli accenti si spostano continuamente.
L'armonia wagneriana, che fu di capitale importanza per la storia della musica, portò la densità sonora media della trama accordale a un livello nettamente più alto rispetto alle generazioni precedenti. Mentre l'armonia precedente era cioè fondata sulla triade, l'armonia tardoromantica si fonda essenzialmente sulla quadriade. Ciò contiene già intrinsecamente una rivisitazione del concetto di dissonanza, in quanto non esiste una quadriade consonante formata da suoni temperati. Uno dei fenomeni collegati all'aumento di densità sonora (ma è difficile su tali questioni trovare il giusto rapporto di causa-effetto) fu l'abbandono sempre più regolare delle regole classiche di condotta delle parti; nella musica tardoromantica gli accordi, infatti, si trasformano in genere per  scivolamento cromatico, basato in gran parte sul principio di sensibilizzazione dei suoni.
L'assuefazione ad un universo accordale più denso portò una sempre maggior frequenza di accordi di cinque o più suoni, che, ad esempio, nell'opera tarda di Aleksandr Skrjabin e nelle composizioni giovanili di Schönberg costituiscono la norma. Il fenomeno di progressiva liberazione dalla necessità di trattare la dissonanza in modo speciale (attutendone gli effetti) viene chiamato dagli storici della musica emancipazione della dissonanza, ed ha portato alla musica atonale in genere, e quindi a quella dodecafonica.
Per quanto riguarda gli sviluppi successivi alla seconda generazione di compositori dodecafonici (e siamo ormai agli anni '60 del secolo scorso), l'abbandono delle tecniche compositive tradizionali e l'utilizzo di principi come l'alea e la manipolazione elettronica del suono fanno perdere significato al concetto di condotta delle parti, e quindi, in questi contesti, il trattamento della dissonanza non è più, sostanzialmente, argomento della teoria armonica dal punto di vista tradizionale. L'abbandono della distinzione tra dissonanza e consonanza, e l'utilizzo di strutture fondamentalmente dissonanti limita fortemente le possibilità del linguaggio scelto dal  compositore. Durante la seconda metà del secolo ventesimo l'idea di una emancipazione della dissonanza, e le tecniche dodecafoniche/seriali, furono rifiutata da un vasto numero di compositori. Le tendenze compositive moderne rivalutano una attenta calibrazione tra effetti di consonanza e dissonanza.